# FA女子カップ
女子FAカップ（英語: Women's FA Cup）は、イングランドの女子サッカーのカップ戦。男子のFAカップ創設の99年後の1970年に創設。当初はウィメンズ・フットボール・アソシエーションが主催していた。1993年にFA主催に移管。FAカップ同様、FAに加盟している女子サッカークラブ全チームに参加資格がある。アドビが冠スポンサーの為、Adobe Women's FA Cupと呼ばれる。

## 歴代優勝チーム
カッコ内の数字は優勝回数
出典：RSSSF
| シーズン        | 優勝チーム                       | スコア                | 準優勝チーム                 | 得点者 | 会場                                                   |
| --------------- | -------------------------------- | --------------------- | ---------------------------- | --- | ------------------------------------------------------ |
| 2009-10         | エヴァートン (1)                 | 3–2 (延長)            | アーセナル                   | エヴァートン: ナターシャ・ダウィー 16', 119', フェイ・ホワイト (OG) 45+2' アーセナル: キム・リトル (PK) 43', ジュリー・フリーティング 54'                                   | シティ・グラウンド 観客: 17,505                        |
| 2010-11         | アーセナル (1)                   | 2–0                   | ブリストル・アカデミー       | キム・リトル 19', ジュリー・フリーティング 32' | リコー・アリーナ 観客: 13,885                          |
| 2011-12         | バーミンガム・シティ (1)         | 2–2 (延長) (3–2 PK戦) | チェルシー                   | バーミンガム・シティ: レイチェル・ウィリアムズ 90', カレン・カーニー 111' チェルシー: ヘレン・ランダー 69', ケイト・ロングハースト 101'                                     | アシュトン・ゲート 観客: 8,723                         |
| 2012-13         | アーセナル (2)                   | 3–0                   | ブリストル・アカデミー       | ステフ・ホートン 2', ジョーダン・ノップス 72', エレン・ホワイト 90' | キープモート・スタジアム 観客: 4,988                   |
| 2013-14         | アーセナル (3)                   | 2–0                   | エヴァートン                 | ケリー・スミス 15', 近賀ゆかり 61' | スタジアム MK 観客: 15,098                             |
| 2014-15         | チェルシー (1)                   | 1-0                   | ノッツ・カウンティ           | チ・ソヨン 39' | ウェンブリー・スタジアム 観客: 30,710                  |
| 2015-16         | アーセナル (4)                   | 1-0                   | チェルシー                   | ダニエル・カーター 18' | ウェンブリー・スタジアム 観客: 32,912                  |
| 2016-17         | マンチェスター・シティ (1)       | 4–1                   | バーミンガム・シティ         | マンチェスター・シティ: ルーシー・ブロンズ 18', イジー・クリスティアンセン 25', カーリー・ロイド 32', ジル・スコット 80' バーミンガム・シティ: チャーリー・ウェリングス 73' | ウェンブリー・スタジアム 観客: 35,271                  |
| 2017-18         | チェルシー (2)                   | 3–1                   | アーセナル                   | チェルシー: ラモーナ・バッハマン 48', 60', フラン・カービー 76' アーセナル: フィフィアネ・ミデマー 73'                                                                      | ウェンブリー・スタジアム 観客: 45,423                  |
| 2018-19         | マンチェスター・シティ (2)       | 3–0                   | ウェストハム・ユナイテッド   | キーラ・ウォルシュ 52', ジョージア・スタンウェー 81', ローレン・ヘンプ 88'                                                                                                  | ウェンブリー・スタジアム 観客: 43,264                  |
| 2019-20         | マンチェスター・シティ (3)       | 3–1 (延長)            | エヴァートン                 | エヴァートン: ヴァレリー・ゴービン 60' マンチェスター・シティ: サム・メウィス 40', ジョージア・スタンウェー 111', ジャニン・ベッキー 120+2'                                 | ウェンブリー・スタジアム 無観客 (COVID-19パンデミック) |
| 2020-21         | チェルシー (3)                   | 3–0                   | アーセナル                   | フラン・カービー 3', サム・カー 57', 77' | ウェンブリー・スタジアム 観客: 40,942                  |
| 2021-22         | チェルシー (4)                   | 3–2 (延長)            | マンチェスター・シティ       | チェルシー: サム・カー 33', 99', エリン・カスバート 63' マンチェスター・シティ: ローレン・ヘンプ 42' , ヘイリー・ラソ 89'                                                   | ウェンブリー・スタジアム 観客: 49,094                  |
| 2022-23         | チェルシー (5)                   | 1–0                   | マンチェスター・ユナイテッド | サム・カー 68' | ウェンブリー・スタジアム 観客: 77,390                  |
| 2023-24         | マンチェスター・ユナイテッド (1) | 4–0                   | トッテナム・ホットスパー     | エラ・トゥーン 45+3', レイチェル・ウィリアムズ 54', ルシア・ガルシア 57', 74'                                                                                               | ウェンブリー・スタジアム 観客: 76,082                  |
| 2024–25 (final) | Chelsea                          | 3–0                   | Manchester United            | Baltimore 45' (pen.), 90+1', Macario 84' | Wembley Stadium Attendance: 74,412                     |